# چارلز دوکاس
چارلز دوکاس (انگلیسی: Charles Ducasse؛ ۱ مه ۱۹۳۲ – ۲۶ اکتبر ۱۹۸۳) بازیکن فوتبال اهل فرانسه بود.
از باشگاه‌هایی که در آن بازی کرده‌است می‌توان به باشگاه فوتبال بوردو، باشگاه فوتبال المپیک مارسی، باشگاه فوتبال رئال وایادولید، و باشگاه فوتبال رئال سوسیداد اشاره کرد.